# Milhars
Milhars – miejscowość i gmina we Francji, w regionie Oksytania, w departamencie Tarn. Przez gminę przepływa rzeka Aveyron. 
Według danych na rok 1990 gminę zamieszkiwało 316 osób, a gęstość zaludnienia wynosiła 19 osób/km² (wśród 3020 gmin regionu Midi-Pyrénées Milhars plasuje się na 751. miejscu pod względem liczby ludności, natomiast pod względem powierzchni na miejscu 690.).